# Commercial Crew Program
Commercial Crew Program (CCP) — многоэтапная программа NASA по развитию частных пилотируемых космических кораблей для доставки астронавтов на Международную космическую станцию. Является частью проекта Commercial Crew & Cargo Program Office (C3PO).

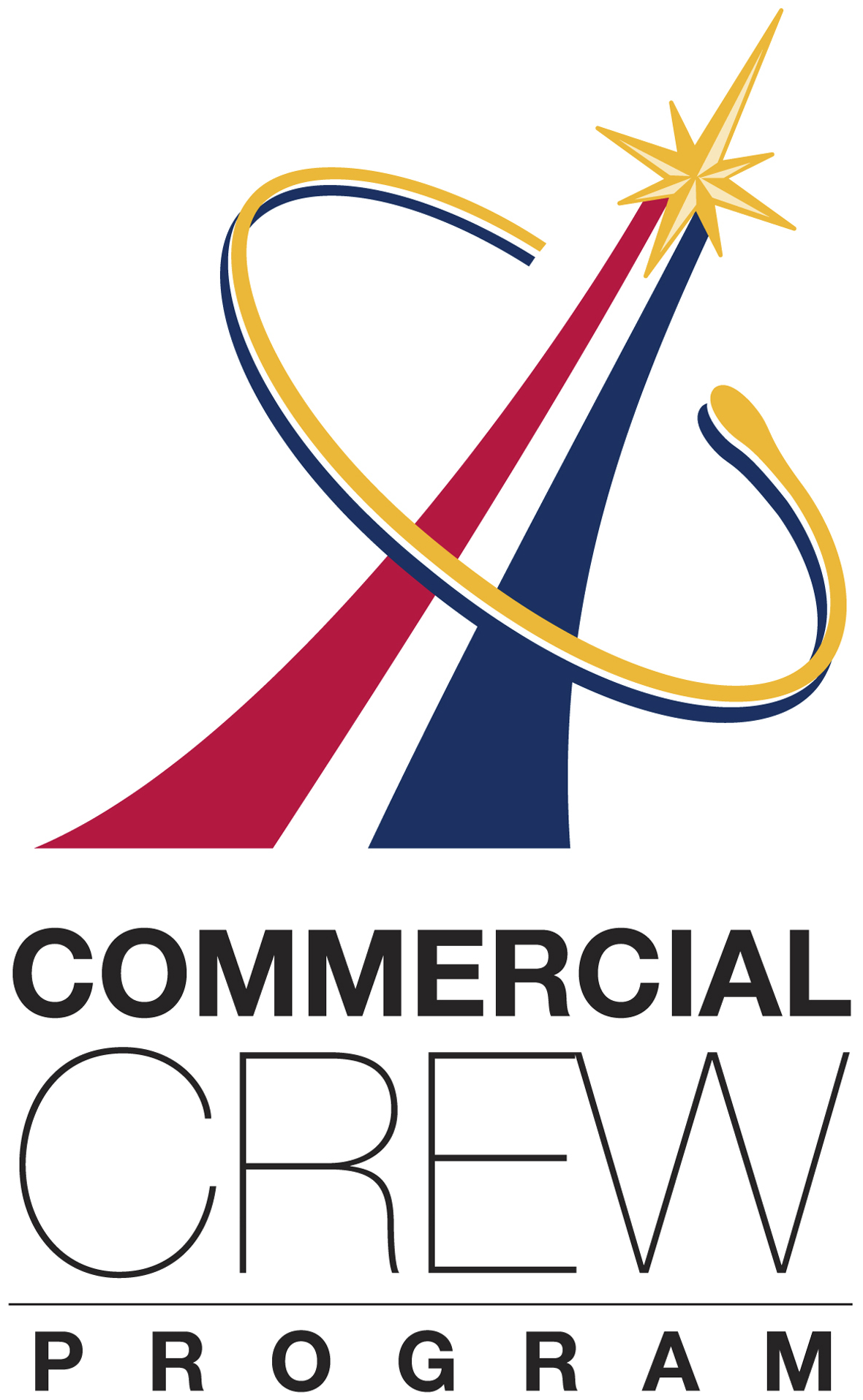
Логотип программы

Программа состоит из нескольких основных этапов: Commercial Crew Development (1 и 2 раунды), Commercial Crew Integrated Capability, Certification Products Contract  и Commercial Crew Transportation Capability.
16 сентября 2014 года было оглашены победители финального раунда программы, компании Boeing и SpaceX, которые  поделили бюджет в 6,8 млрд долларов США, для завершения разработки, сертификации и демонстрации своих пилотируемых кораблей CST-100 и Dragon V2.
Первый пилотируемый (тестовый) полёт по программе состоялся 30 мая 2020 года на частном корабле SpaceX Crew Dragon.

## Задачи
Были озвучены ключевые требования к частному пилотируемому кораблю:
- доставка и возвращение 4 астронавтов и их оснащения на/с МКС
- обеспечение безопасного возвращения астронавтов при чрезвычайной ситуации во время запуска и полёта
- обеспечение безопасного укрытия для астронавтов в течение 24 часов при чрезвычайной ситуации на МКС
- способность оставаться в пристыкованном к МКС состоянии на протяжении 210 дней

## Этапы программы

### Commercial Crew Development 1
Первый раунд Commercial Crew Development (CCDev 1) подразумевал распределение бюджета в 50 млн долларов среди нескольких компаний-претендентов, с подписанием специального соглашения (Space Act Agreements), для изучения и разработки некоторых концепций и технологий, необходимых для пилотируемых полётов. Соглашение имеет перечень конкретных целей, сроков и критериев их выполнения для каждой из компаний, по выполнению каждой из целей NASA субсидирует следующую в списке.
В феврале 2010 года из 36 компаний-претендентов были выбраны пять:
- Blue Origin — 3,7 млн на разработку инновационной "толкающей" системы аварийного спасения и композитного герметичного отсека.
- Boeing — 18 млн на разработку капсульного корабля CST-100.
- Paragon Space Development Corporation — 1,4 млн на разработку системы жизнеобеспечения и регенерации воздуха.
- Sierra Nevada Corporation — 20 млн на разработку многоразового космоплана Dream Chaser.
- United Launch Alliance — 6,7 млн на разработку системы выявления аварий для своих ракет-носителей Atlas V и Delta IV.

### Commercial Crew Development 2
Подача заявок на участие во втором раунде Commercial Crew Development (CCDev 2) началась в октябре 2010 года.
18 апреля 2011 года NASA распределила около 270 млн долларов между 4 компаниями-победителями, подписав с ними соглашения, подразумевающие выполнение всех пунктов до середины 2012 года.
- Blue Origin — 22 млн. Компания представила концепцию конусоподобного космоплана, запускаемого с помощью многоразового носителя.
- Sierra Nevada Corporation — 80 млн для продолжения разработки орбитального самолёта Dream Chaser.
- Space Exploration Technologies (SpaceX) — 75 млн для разработки интегрированной системы аварийного спасения для пилотируемой версии их грузового космического корабля Dragon.
- Boeing — 92,3 млн для продолжения разработки корабля CST-100.

Также были подписаны соглашения без финансирования с компаниями United Launch Alliance, ATK и Excalibur Almaz Inc.

### Commercial Crew Integrated Capability

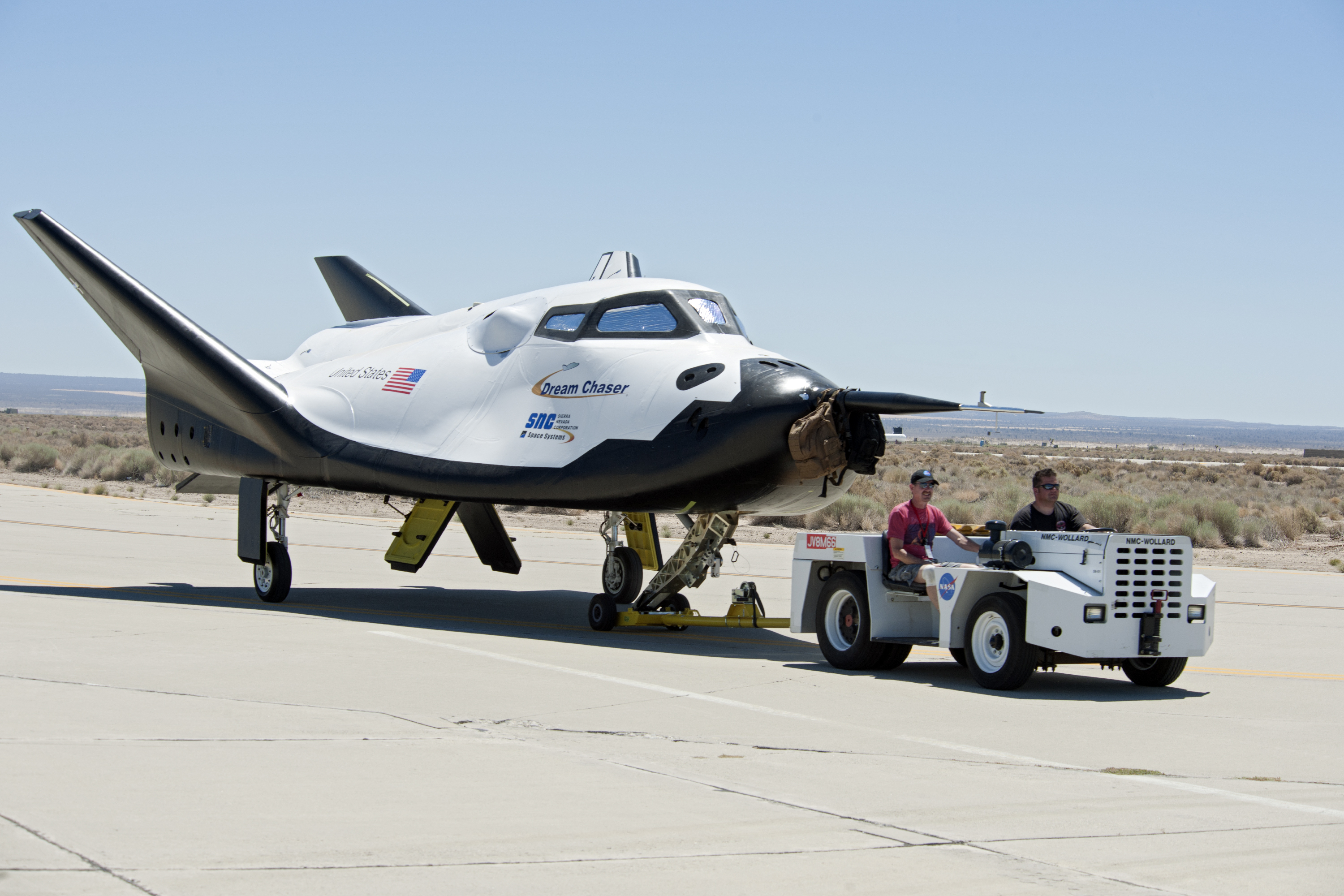
Dream Chaser

Для третьего этапа программы, Commercial Crew Integrated Capability (CCiCap), компании-претенденты должны были представить завершённую концепцию пилотируемой транспортной системы: космический корабль, средство выведения на орбиту (носитель), стартовая площадка, программа полёта, наземные службы для запуска и приземления корабля.
3 августа 2012 года были подписаны соглашения с тремя победителями этапа, на общую сумму 1,1 млрд долларов. 15 августа 2013 года в соглашения компаний были внесены дополнительные пункты с финансированием на сумму 55 млн долларов.
- Sierra Nevada Corporation с кораблём Dream Chaser и ракетой-носителем Atlas V — 212,5+15 млн.
- SpaceX с кораблём Dragon V2 и ракетой-носителем Falcon 9 — 440+20 млн.
- Boeing с кораблём CST-100 и ракетой-носителем Atlas V — 460+20 млн.

Изначально планировалось, что компании завершат работы по своим соглашениям до мая 2014 года, но с добавлением новых пунктов срок завершения был отложен до августа 2014 года. 
В ноябре 2014 года было сообщено, что компания Boeing завершила все пункты соглашения, SpaceX выполнила 13 пунктов из 18, Sierra Nevada Corporation — 10 пунктов из 13. Компаниям было дано время до конца марта 2015 года для завершения оставшихся пунктов. 
В апреле 2015 года NASA дала компаниям дополнительное время для завершения своих соглашений с крайними сроками: для SpaceX — до 31 декабря 2015 года, на выполнение тестовых испытаний системы аварийного спасения корабля Dragon V2 (Pad Abort Test и In-flight Abort Test), для Sierra Nevada — до 31 марта 2016 года, на выполнение полётных и посадочных испытаний корабля Dream Chaser.

### Certification Products Contract
В декабре 2012 года NASA анонсировала, что следующим этапом программы станет Certification Products Contract (CPC). В первой фазе этапа планировалось выделение всем трём компаниям по около 10 млн долларов для начала процедуры сертификации их транспортных систем для будущих миссий к Международной космической станции. Предполагалось, что первая фаза продлится с 22 января 2013 года по 30 мая 2014 года.

### Commercial Crew Transportation Capability
В мае 2014 года компании завершили начальную фазу сертификационного процесса и перешли ко второй фазе, которая называется Commercial Crew Transportation Capability (CCtCap). NASA озвучила, что будут выбраны один или более победителей, которым гарантировалась как минимум 1 тестовая миссия с экипажем, а также от 2 до 6 штатных пилотируемых миссий на МКС.
16 сентября 2014 года NASA анонсировала подписание контрактов с компаниями Boeing и SpaceX. Контракт с Boeing составил 4,2 млрд долларов, с SpaceX — 2,6 млрд, при одинаковых контрактных обязательствах: завершение разработки и сертификация транспортных систем, тестовые и штатные миссии к МКС.
26 сентября 2014 года компания Sierra Nevada Corporation подала протест в Счётную Палату США на результаты конкурса CCtCap, который был отклонён 5 января 2015 года.
В марте 2015 года NASA огласила расписание тестовых полётов к МКС. Первая, беспилотная, 30-дневная миссия компании SpaceX, обозначенная как SpX-DM1, планировалась на декабрь 2016 года, а пилотируемая 14-дневная миссия SpX-DM2 — на апрель 2017 года. Беспилотная 30-дневная миссия, названная Boe-OFT, компании Boeing планировалась на апрель 2017 года, а пилотируемая 14-дневная миссия Boe-CFT — на июль 2017 года. Первую штатную миссию к МКС (USCV-1) предварительно планировалась провести в конце 2017 года.
27 мая 2015 NASA предварительно заказала первую из двух гарантированных штатных миссий по смене экипажа МКС у компании Boeing. Точной даты миссии не утверждено, ориентировочно она запланирована на конец 2017 года.
В июле 2015 были отобраны 4 астронавта, которые будут готовиться к пилотируемым тестовым полётам на космических кораблях Crew Dragon и CST-100 Starliner: Роберт Бенкен, Эрик Боу, Даглас Хёрли, Сунита Уильямс
20 ноября 2015 NASA осуществила предварительный заказ первой гарантированной штатной миссии по доставке астронавтов на МКС у компании SpaceX. Миссия также запланирована на конец 2017 года. В NASA не уточняют, какая из двух компаний будет выбрана для первой штатной миссии к МКС, это будет зависеть от процесса сертификации их кораблей.
18 декабря 2015 компания Boeing получила заказ на вторую гарантированную штатную миссию к МКС.
В мае 2016 года компания Boeing отложила даты своих тестовых запусков на несколько месяцев. Причиной стали выявленные технические сложности с весом корабля и оказываемым аэродинамическим сопротивлением при запуске с помощью ракеты-носителя «Атлас-5». Космический корабль CST-100 Starliner будет запускаться ракетой в конфигурации 422, с двумя двигателями RL-10 на разгонном блоке «Центавр» и двумя твердотопливными ускорителями. Данная конфигурация ракеты-носителя ранее не запускалась, кроме того, «Атлас-5» никогда не запускалась без головного обтекателя. Еще одной причиной задержки названы новые требования NASA к программному обеспечению, используемому в процессе стыковки корабля с Международной космической станцией. Ожидается, что первый, беспилотный, тестовый запуск состоится в декабре 2017 года, а второй, пилотируемый — в феврале 2018 года, в то время как компания SpaceX планирует выполнить свои тестовые запуски в ноябре 2017 и не позже мая 2018 года соответственно.
29 июня 2016 NASA заказала компании SpaceX вторую пилотируемую миссию к станции, таким образом обе компании уже получили минимальное количество (по две) штатных миссий, гарантированное контрактом.
4 августа 2018 года NASA объявило составы экипажей первых коммерческих полётов Boeing и SpaceX. В состав экипажа тестового полёта CST-100 Starliner, старт которого запланирован с мыса Канаверал на середину 2019 года, вошли астронавты Эрик Боу, Кристофер Фергюсон и Николь Манн. В состав экипажа тестового пилотируемого полёта Dragon V2, старт которого планировался с площадки LC-39А КЦ Кеннеди в июле 2019 года, вошли астронавты Боб Бенкен и Даг Хёрли. Также были объявлены экипажи первых регулярных полётов к МКС. Экипаж CST-100: Джош Кассада и Сунита Уильямс. Экипаж Dragon: Виктор Гловер и Майкл Хопкинс.